# Bujaków, Mikołów
Bujaków (tiếng Đức: Bujakow) là một ngôi làng ở phía tây Mikołów, Silesian Voivodeship, miền nam Ba Lan. Đó là một ngôi làng độc lập nhưng được sáp nhập về mặt hành chính vào Mikołów vào năm 1995.

## Lịch sử
Ngôi làng được đề cập lần đầu tiên trong một tài liệu tiếng Latinh của Giáo phận Wrocław có tên Liber fundationis episcopatus Vratislaviensis từ khoảng năm 1305 như là một vật phẩm trong Buyacow expleta libertate erunt XXX mansi solventes fertones, de quibus preposeitura Oppoliensis. Điều đó có nghĩa là luật của làng đã được thay đổi và do đó tạm thời được miễn thuế, do đó nó phải cũ hơn.
Nó trở thành nơi tọa lạc của một giáo xứ Công giáo tại Giáo hạt Bytom của Tổng giáo phận Công giáo La Mã của Krakow được đề cập lần đầu tiên vào năm 1337 với tên Babencow trong một bản đăng ký chưa hoàn chỉnh về khoản thanh toán cho Giáo hội Công giáo bởi Galhard de Carceribus. Sau đó, nó cũng được đề cập đến trong sổ đăng ký thanh toán cho Giáo hội Công giáo từ năm 1447 giữa các giáo xứ của Gliwice tu viện như Boycaw. 
Sau Thế chiến I ở Cuộc bầu cử Thượng Silesia 565 trong số 775 cử tri ở Bujaków (thêm 51 trong số 72 trong tài sản của Bujaków) đã bỏ phiếu ủng hộ việc gia nhập Ba Lan, chống lại 208 phiếu (cộng với 21 tài sản) chọn ở lại Đức.